# マツシタユイチューブ
『マツシタユイチューブ』はYouTubeと連動したラジオ番組で、KBCアナウンサーの松下由依がパーソナリティを務めている。松下由依の初の冠番組である。

## 概要
KBCアナウンサーの松下由依がパーソナリティを務める番組で、YouTubeと連動した番組である。（但し現在までにYouTubeでの生配信を行った経歴は無い）番組の1週間前の月曜日にYouTubeにアップされる動画を見て、ラジオを聴く番組。
YouTubeの動画編集は全て松下がおこなっている。　ちなみに番組名の由来は自身の名前（松下由依）とYouTubeを合体させた造語である。
2021年7月から番組終了までは番組内企画として『松下由依インタビュアーへの道』と題してKBCの先輩アナウンサー（放送当時は松下がアナウンス部の一番最年少であった）とトークをする内容（ただし後述の理由でアナウンサー全員は登場できなかった）であったが2021年9月1日、8日はRKB毎日放送のアナウンサーで同期入社の冨士原圭希と本田奈也花が特別に出演した。（冨士原が1日、本田が8日に出演。もっとも冨士原、本田、松下の3名は大学時代同じアナウンススクールに通い入社前から就職活動時を含めて互いに親交があった事から実現した）
2021年9月29日をもってラジオ放送を終了することが2021年9月22日の放送で発表された。
2023年4月1日、1年半振りに更新しYouTube配信チャンネルとして復活する事を発表した。